# Morti nel 1999/Marzo
| Questa pagina contiene informazioni ricavate automaticamente dalle voci biografiche con l'ausilio del template Bio e di un bot. L'aggiornamento è periodico e automatico e ricostruisce completamente la pagina. Se manca una persona in questa lista, sei pregato di non aggiungerla, ma accertati piuttosto che la sua voce biografica contenga il template Bio e che i dati anagrafici siano correttamente compilati. Se il template Bio manca, inseriscilo tu stesso o, in alternativa, metti l'avviso {{tmp\|Bio}} che ne segnala la mancanza. Se i dati riportati sono sbagliati, correggi direttamente la voce biografica; le modifiche saranno visibili in questa lista entro pochi giorni. Per chiarimenti vedi il progetto biografie. La lista contiene solo le 114 persone che sono citate nell'enciclopedia e per le quali è stato implementato correttamente il template Bio. Pagina aggiornata al 2 lug 2025. |

- 1º marzo - Hans Andersen, calciatore norvegese (n. 1925)
- 1º marzo - Enneüs Heerma, politico olandese (n. 1944)
- 1º marzo - Mauro Ianniello, politico italiano (n. 1927)
- 1º marzo - Jozo Matošić, calciatore e allenatore di calcio jugoslavo (n. 1913)
- 2 marzo - David Ackles, cantautore e pianista statunitense (n. 1937)
- 2 marzo - Dusty Springfield, cantante britannica (n. 1939)
- 2 marzo - Angelo Raimondo Verardo, vescovo cattolico italiano (n. 1913)
- 3 marzo - Alfredo Clerici, cantante italiano (n. 1911)
- 3 marzo - Carlo De Carli, architetto, designer e teorico dell'architettura italiano (n. 1910)
- 3 marzo - Jackson C. Frank, cantautore statunitense (n. 1943)
- 3 marzo - Gerhard Herzberg, fisico e chimico canadese (n. 1904)
- 3 marzo - Lee Philips, attore e regista statunitense (n. 1927)
- 4 marzo - Harry Blackmun, giudice statunitense (n. 1908)
- 4 marzo - Del Close, attore statunitense (n. 1934)
- 4 marzo - Eddie Dean, attore e cantante statunitense (n. 1907)
- 4 marzo - Fernanda Gosetti, scrittrice e giornalista italiana (n. 1914)
- 4 marzo - Fritz Honegger, politico svizzero (n. 1917)
- 5 marzo - Walter Diggelmann, ciclista su strada e pistard svizzero (n. 1915)
- 5 marzo - Richard Kiley, attore statunitense (n. 1922)
- 6 marzo - Hiroshi Hamaya, fotografo giapponese (n. 1915)
- 6 marzo - Ferenc Kardos, regista, sceneggiatore e produttore cinematografico ungherese (n. 1937)
- 6 marzo - János Parti, canoista ungherese (n. 1932)
- 6 marzo - Luigi Questa, generale e aviatore italiano (n. 1902)
- 6 marzo - Isa bin Salman Al Khalifa, sovrano bahreinita (n. 1933)
- 6 marzo - Dennis Viollet, allenatore di calcio e calciatore inglese (n. 1933)
- 7 marzo - Roberto Corbiletto, attore italiano (n. 1949)
- 7 marzo - Sidney Gottlieb, chimico statunitense (n. 1918)
- 7 marzo - Stanley Kubrick, regista, sceneggiatore e produttore cinematografico statunitense (n. 1928)
- 8 marzo - Adolfo Bioy Casares, scrittore, giornalista e saggista argentino (n. 1914)
- 8 marzo - Giovan Battista Carpi, fumettista e illustratore italiano (n. 1927)
- 8 marzo - Peggy Cass, attrice e comica statunitense (n. 1924)
- 8 marzo - Joe DiMaggio, giocatore di baseball statunitense (n. 1914)
- 8 marzo - Walter Kolm-Veltée, regista austriaco (n. 1910)
- 9 marzo - Ernst Foreth, calciatore austriaco (n. 1925)
- 9 marzo - Marcelino Gavilán, cavaliere spagnolo (n. 1909)
- 9 marzo - Arnold Machin, scultore britannico (n. 1911)
- 9 marzo - Philip Strax, radiologo statunitense (n. 1909)
- 10 marzo - Irena Brzustowska, cestista polacca (n. 1913)
- 10 marzo - William Eriksen, calciatore norvegese (n. 1909)
- 10 marzo - Oswaldo Guayasamín, pittore ecuadoriano (n. 1919)
- 10 marzo - Antonio Villani, giurista italiano (n. 1923)
- 11 marzo - Juliet Appleby, illustratrice, pittrice e scultrice statunitense (n. 1919)
- 11 marzo - Herbert Jasper, medico, neurologo e fisiologo canadese (n. 1906)
- 11 marzo - Kaoru Tada, fumettista giapponese (n. 1960)
- 12 marzo - Yehudi Menuhin, violinista statunitense (n. 1916)
- 12 marzo - Dante Paolo Regazzoni, liutaio italiano (n. 1916)
- 13 marzo - Emmy Bridgwater, artista, pittrice e poetessa britannica (n. 1906)
- 13 marzo - Giordano Damiani, cestista italiano (n. 1930)
- 13 marzo - Lee Falk, fumettista statunitense (n. 1911)
- 13 marzo - Bob Hollway, allenatore di football americano statunitense (n. 1926)
- 13 marzo - Garson Kanin, sceneggiatore e regista statunitense (n. 1912)
- 13 marzo - Bidu Sayão, soprano brasiliano (n. 1902)
- 14 marzo - Kirk Alyn, attore statunitense (n. 1910)
- 14 marzo - Gilberto Baroni, vescovo cattolico italiano (n. 1913)
- 14 marzo - Gregg Diamond, produttore discografico statunitense (n. 1949)
- 14 marzo - Kjell Holmström, bobbista svedese (n. 1916)
- 14 marzo - Abraham Kurland, lottatore danese (n. 1912)
- 14 marzo - Marius Müller, cantante norvegese (n. 1958)
- 15 marzo - Harry Callahan, fotografo statunitense (n. 1912)
- 15 marzo - Giuliana Saladino, giornalista e politica italiana (n. 1925)
- 16 marzo - Peter Farrell, allenatore di calcio e calciatore irlandese (n. 1922)
- 16 marzo - Ignazio Gardella, architetto, ingegnere e designer italiano (n. 1905)
- 17 marzo - Lloyd Appleton, lottatore statunitense (n. 1906)
- 17 marzo - Boleslaw Barlog, regista tedesco (n. 1906)
- 17 marzo - Humberto Fernández Morán, medico, inventore e politico venezuelano (n. 1924)
- 17 marzo - Ernest Gold, compositore austriaco (n. 1921)
- 17 marzo - Lorenzo Isgrò, politico italiano (n. 1924)
- 17 marzo - Giuseppe Liccardi, militare italiano (n. 1937)
- 17 marzo - Hildegard Peplau, infermiera statunitense (n. 1909)
- 17 marzo - Eric Stanton, illustratore e fumettista statunitense (n. 1926)
- 18 marzo - Knut Dahlen, calciatore norvegese (n. 1922)
- 18 marzo - Enrique Hormazábal, calciatore cileno (n. 1931)
- 18 marzo - Karl Litschi, ciclista su strada e ciclocrossista svizzero (n. 1912)
- 18 marzo - Lino Ravecca, sindacalista italiano (n. 1920)
- 18 marzo - Gerlando Sciascia, mafioso italiano (n. 1934)
- 19 marzo - Lorenzo De Antiquis, cantastorie italiano (n. 1909)
- 19 marzo - Joseph DePietro, sollevatore statunitense (n. 1914)
- 19 marzo - José Agustín Goytisolo, scrittore e traduttore spagnolo (n. 1928)
- 19 marzo - Jaime Sabines, poeta e politico messicano (n. 1926)
- 20 marzo - Elsa Barraine, compositrice francese (n. 1910)
- 20 marzo - Patrick Heron, pittore britannico (n. 1920)
- 21 marzo - Mary Ainsworth, psicologa canadese (n. 1913)
- 21 marzo - Jean Guitton, filosofo francese (n. 1901)
- 21 marzo - Don Robertson, scrittore statunitense (n. 1929)
- 22 marzo - Arthur E. Raymond, ingegnere aeronautico statunitense (n. 1899)
- 22 marzo - David Strickland, attore statunitense (n. 1969)
- 22 marzo - Vieri Tosatti, compositore italiano (n. 1920)
- 23 marzo - Valeria Blais, letterata italiana (n. 1899)
- 23 marzo - Sergio Montanari, montatore italiano (n. 1937)
- 23 marzo - Giovanni Serbandini, politico e partigiano italiano (n. 1912)
- 23 marzo - Wilhelm Stadel, ginnasta tedesco (n. 1912)
- 24 marzo - Elio Gabbuggiani, politico e partigiano italiano (n. 1925)
- 24 marzo - Gertrud Scholtz-Klink, politica tedesca (n. 1902)
- 24 marzo - Pierlucio Tinazzi, operaio italiano (n. 1962)
- 25 marzo - V"jačeslav Čornovil, politico ucraino (n. 1937)
- 26 marzo - Harry Hodson, economista e giornalista britannico (n. 1906)
- 26 marzo - David Holliday, doppiatore e attore statunitense (n. 1937)
- 26 marzo - Ananda Shankar, cantautore e musicista indiano (n. 1942)
- 27 marzo - Carmelo Cammarata, scultore italiano (n. 1924)
- 27 marzo - Ernestina de Champourcín, scrittrice spagnola (n. 1905)
- 27 marzo - Nahum Stelmach, calciatore israeliano (n. 1936)
- 28 marzo - Franco Gasparri, attore italiano (n. 1948)
- 29 marzo - Bernardino Giuliana, poeta italiano (n. 1935)
- 29 marzo - Gyula Zsengellér, calciatore e allenatore di calcio ungherese (n. 1915)
- 29 marzo - Boris Kordemskij, matematico e educatore russo (n. 1907)
- 29 marzo - Joe Williams, cantante statunitense (n. 1918)
- 30 marzo - Emma Coen Pirani, bibliotecaria italiana (n. 1910)
- 30 marzo - Albert Coppé, economista e politico belga (n. 1911)
- 30 marzo - Igor' Netto, calciatore e allenatore di calcio sovietico (n. 1930)
- 30 marzo - Giulio Polotti, operaio, sindacalista e politico italiano (n. 1924)
- 30 marzo - Novalyne Price Ellis, insegnante e scrittrice statunitense (n. 1908)
- 30 marzo - Angelo Prini, pittore e incisore italiano (n. 1912)
- 30 marzo - Clemente Riva, vescovo cattolico italiano (n. 1922)
- 31 marzo - Jurij Knorozov, linguista, epigrafista e etnografo russo (n. 1922)